# Taichung-Nordbezirk
Taichung-Nordbezirk (chinesisch 臺中市北區, Pinyin Táizhōng shì Běiqū, taiwanisch: Tâi-tiong-chhī Pak-khu) ist ein zentraler Bezirk der regierungsunmittelbaren Stadt Taichung in der Republik China (Taiwan). Hier befindet sich der Taichung-Park, der älteste Park der Stadt.

## Lage und Beschreibung

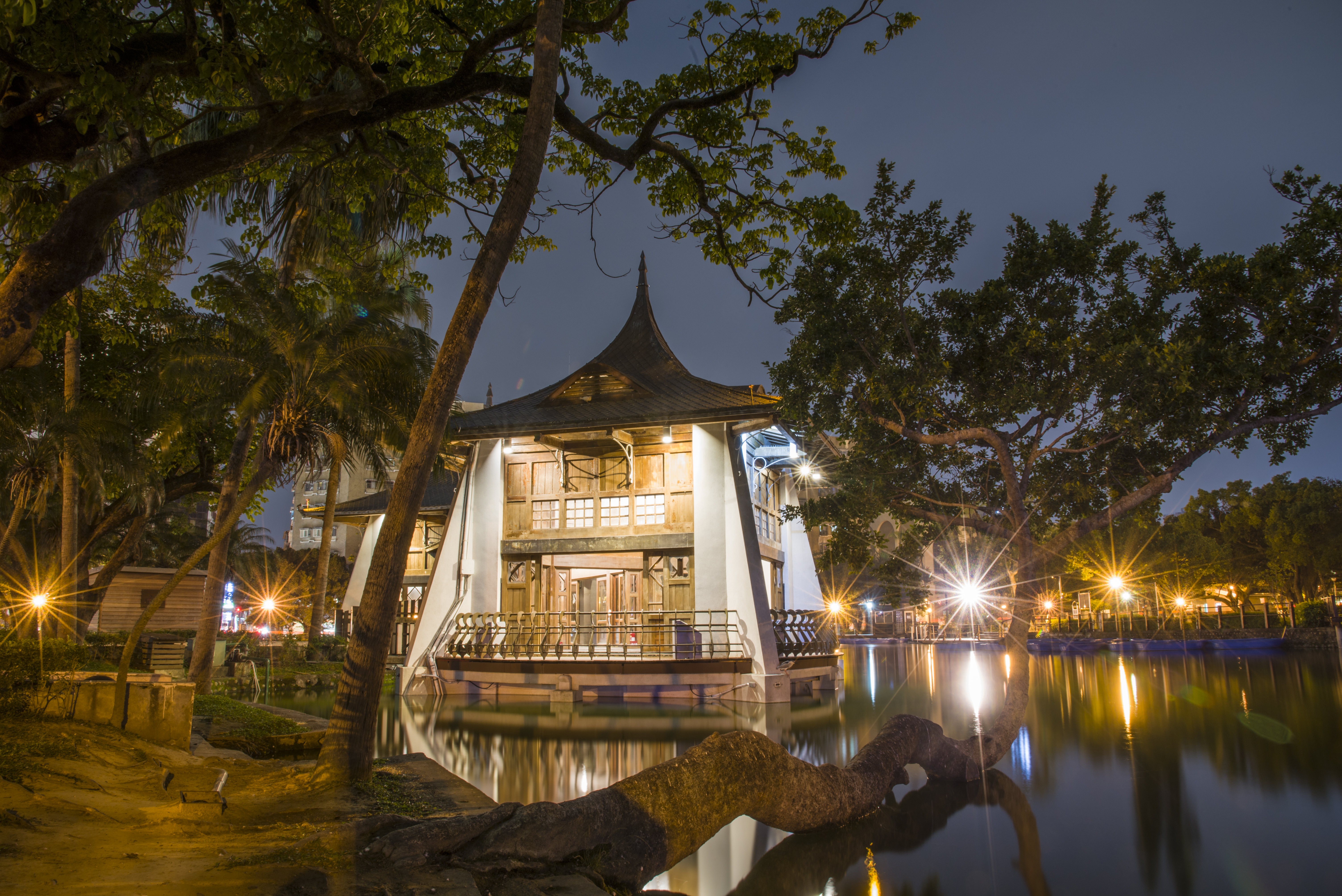
Der Pavillon Huxin Ting im Taichung-Park

Taichung-Nordbezirk liegt im Südwesten der Stadt Taichung. Sein Name rührt von seiner Lage in der Kernstadt vor deren Erweiterung im Jahr 2010 her. Seine Nachbarbezirke sind Beitun im Norden, Taiping im Osten, Taichung-Ost, -Zentrum und -West im Süden sowie Xitun im Westen. Größter Fluss ist der Mayuantou (麻園頭溪), der die Westgrenze des Bezirks bildet.
Der Nordbezirk ist in 36 Viertel (里 lǐ) unterteilt. Mit 20.668 Einwohnern je km² war er im September 2024 der am dichtesten besiedelte Bezirk Taichungs.

## Geschichte
Das Gebiet des heutigen Taichung wurde ab Ende des 17. Jahrhunderts von chinesischen Einwanderern besiedelt. Die ursprüngliche indigene Bevölkerung wurde verdrängt oder sinisiert. Die bis ins 20. Jahrhundert hinein ländlich geprägte Gegend erfuhr während der japanischen Herrschaft über Taiwan u. a. durch die Eröffnung des nahegelegenen Bahnhofs einen Aufschwung, begann sich zu industrialisieren und wurde im Jahr 1920 in die Stadt Taichung eingegliedert.
Nach dem Zweiten Weltkrieg wurden einige Viertel im Norden der Stadt im Jahr 1946 zum neuen Nordbezirk zusammengefasst. Industrialisierung und Wachstum setzten sich in den folgenden Jahrzehnten fort, bis sich die Entwicklung gegen Ende des 20. Jahrhunderts in flächenmäßig größere Bezirke wie Beitun, Xitun oder Nantun zu verlagern begann.

## Verkehr und Wirtschaft

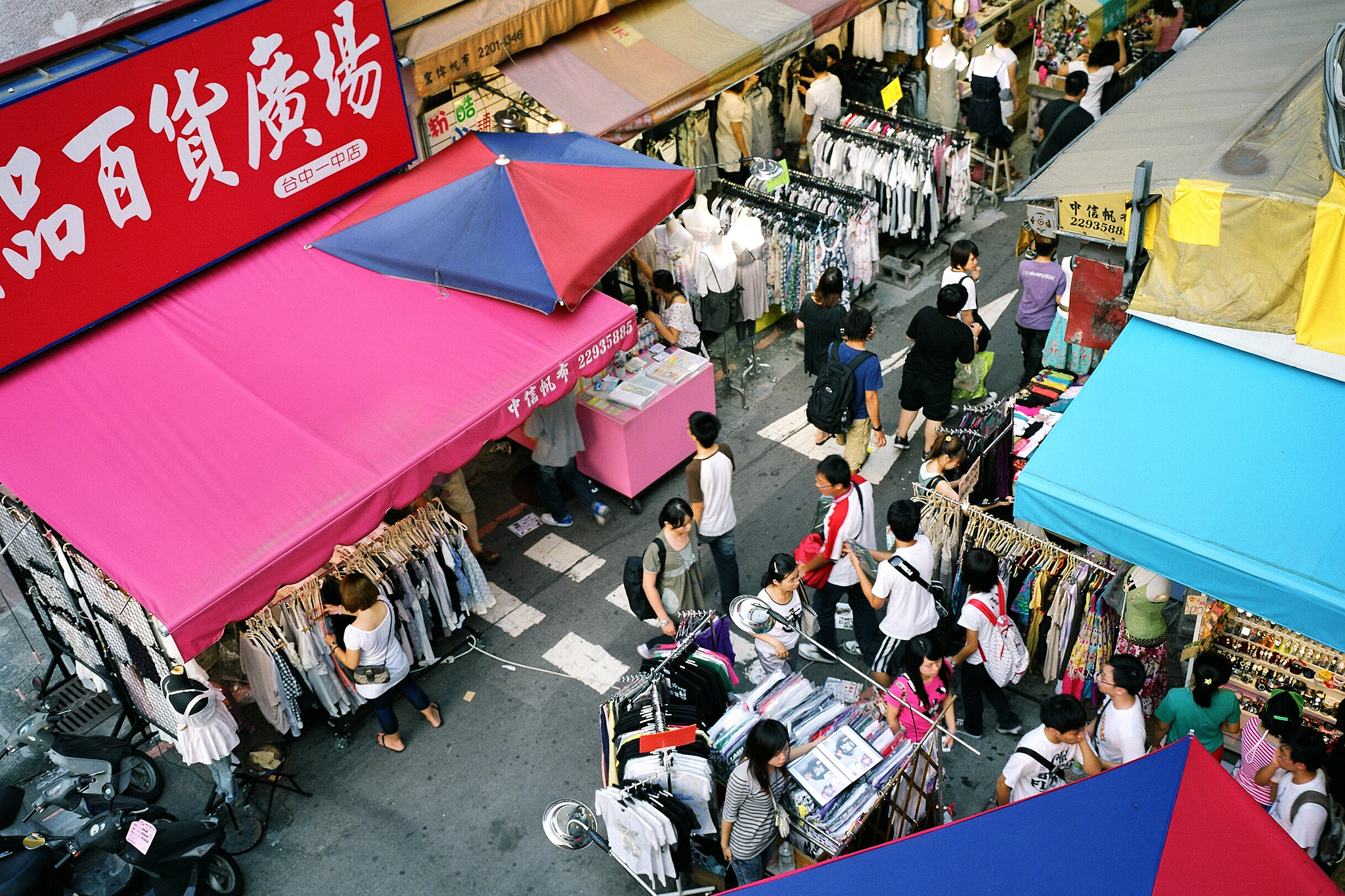
Einkaufsstraße nahe der Yizhong Street

Der Bezirk wird von den Provinzstraßen 1B und 3 von Nord nach Süd durchquert und an seiner Südgrenze von der Provinzstraße 12 gestreift.
Im Nordbezirk gibt es eine Haltestelle der U-Bahn Metro Taichung. Außerdem ist der Bezirk durch zahlreiche Buslinien an die Umgebung angebunden. Der Bahnhof Taichung der Taiwanischen Eisenbahn liegt unweit vom Nordbezirk in südlicher Richtung im Nachbarbezirk Ost.
Der Nordbezirk ist eine belebte Gegend mit Wohnvierteln, Bürogebäuden, Banken, Hotels, Kaufhäusern und Geschäften. Das Dienstleistungsgewerbe hat die Industrie als Hauptwirtschaftszweig abgelöst. Im Nordbezirk befindet sich auch die für die Wasserversorgung Taiwans zuständige staatliche Taiwan Water Corporation (TWC).

## Bildung
Im Nordbezirk liegen die Nationaluniversität Taiwan für Sport und Sporterziehung (國立臺灣體育運動大學 National Taiwan University of Sport NTUS), die Nationaluniversität Taichung für Naturwissenschaft und Technik (國立臺中科技大學 National Taichung University of Science and Technology NTCUST) und ein Teilcampus der Universität für Chinesische Medizin (中國醫藥大學 China Medical University CMU).

## Kultur und Sehenswürdigkeiten

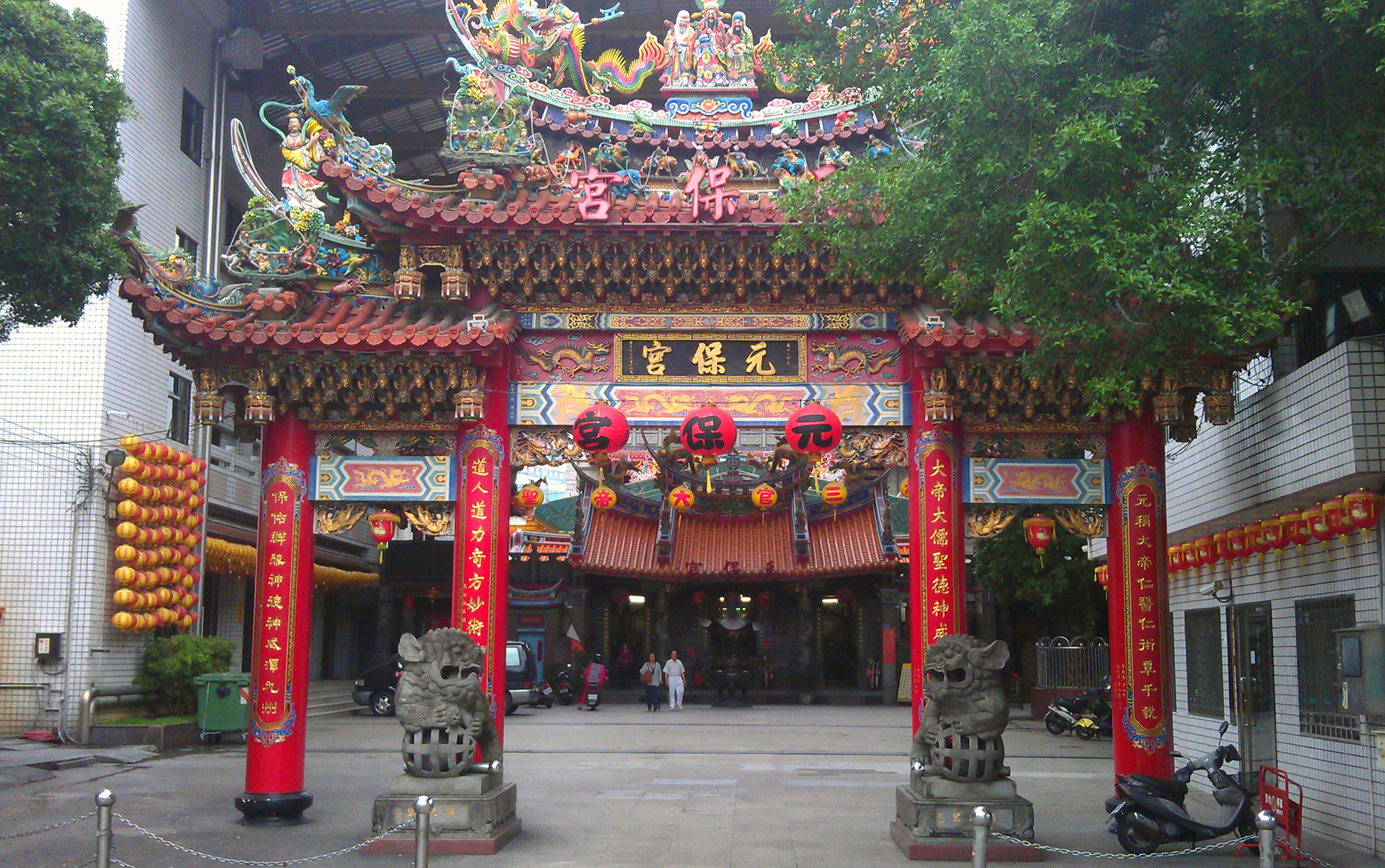
Der Yuanbao Gong

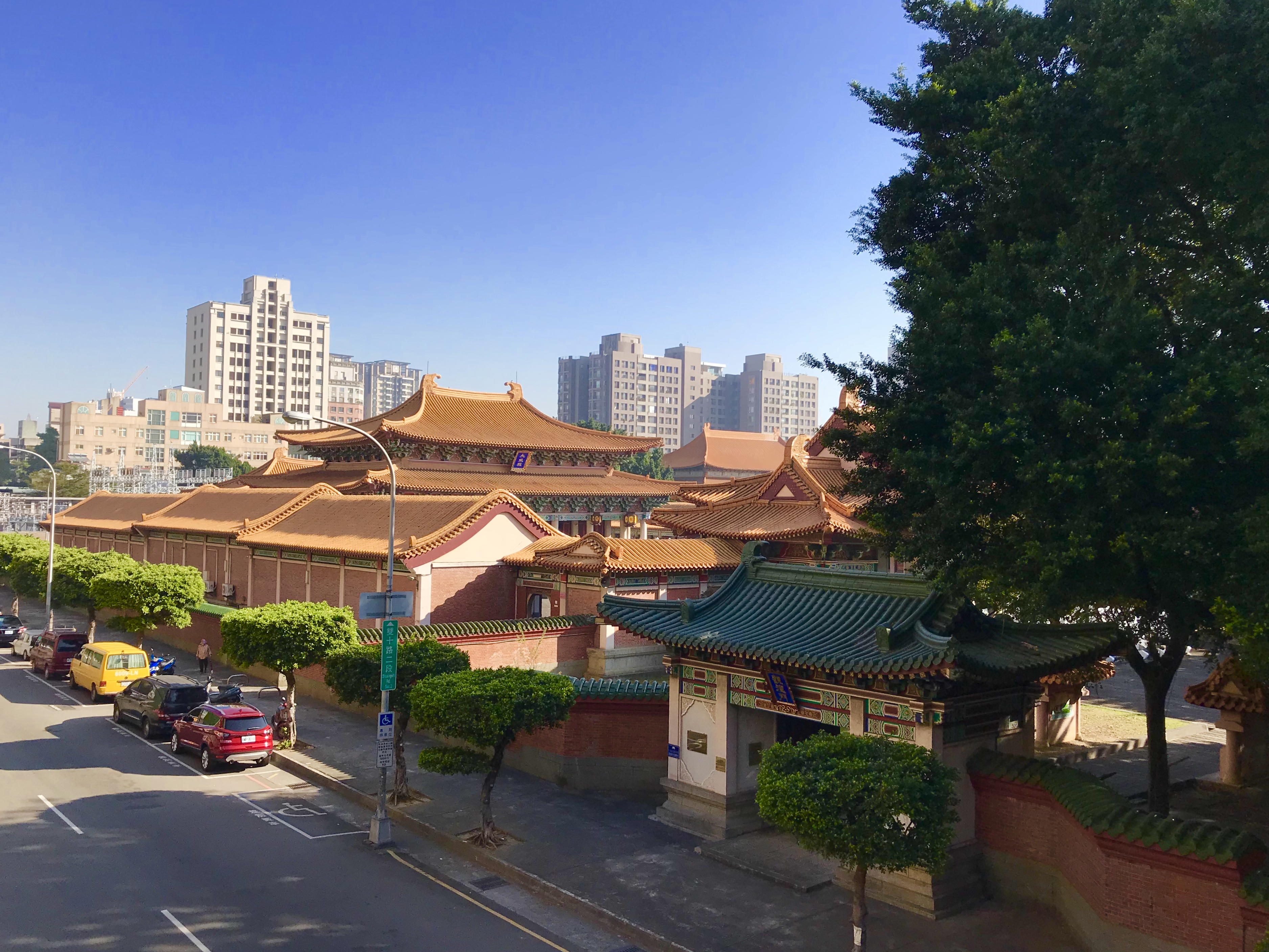
Blick auf den Konfuzius-Tempel

Ein wichtiges religiöses Zentrum ist der 1791 gegründete Tempel Yuanbao Gong (元保宮), in dem als Hauptgottheit Baosheng Dadi verehrt wird. Bei ihm stehen drei als heilig geltende alte Bäume: zwei Banyan-Feigen und ein Longan-Baum, der als Jünger des Gottes gilt und im Ruf steht, Geschäftsleuten in Schwierigkeiten helfen zu können.
Weitere bedeutende Heiligtümer des Nordbezirks sind die katholische Kirche der Muttergottes von Fatima (天主教法蒂瑪聖母堂), der zen-buddhistische-Tempel Baojue Chansi (寶覺禪寺, errichtet 1928) und der Konfuzius-Tempel Taichungs (臺中市孔廟).
Etwas südlich davon erreicht man den während der japanischen Kolonialzeit im Jahr 1903 angelegten Taichung-Park (臺中公園 Taizhong Gongyuan), den ältesten Park der Stadt. Im Süden des Parks befindet sich der Riyue-See (日月湖), in dessen Mitte der Huxin-Pavillon (湖心亭) liegt, ein Wahrzeichen des Nordbezirks.
Das Gebiet Yizhong Street (一中商圈 Yizhong Shangquan) ist eine Mischung aus Geschäftsviertel und Einkaufsstraße. Nach Einbruch der Dunkelheit verwandelt es sich in einen Nachtmarkt. In seiner Nähe liegen die Kaufhäuser Chungyo und Lai Lai. Yizhong Street gehört zu den beliebtesten Einkaufsvierteln Taichungs.
Im Nordbezirk befinden sich das Nationale Museum für Naturwissenschaft (國立自然科學博物館 National Museum of Natural Science) und der Botanische Garten Taichung (國立自然科學博物館植物園).
Größter Veranstaltungsort des Bezirks ist die 1557 Plätze bietende Chung-Shan-Halle (中山堂).